# Friedrich Sämisch
Friedrich Sämisch (Berlim, Alemanha, 20 de setembro de 1896 — Berlim, 16 de agosto de 1975) foi um enxadrista alemão, contemporâneo de Capablanca e Alekhine. Participou em alguns dos principais torneios da década de 1920, nos quais seu melhor resultado foi o terceiro lugar no forte torneio de Baden-Baden 1925.
No torneio de Copenhague 1923 perdeu para Nimzowitsch uma famosa partida, conhecida como A Imortal do Zugzwang. Em contrapartida, obteve um prêmio de beleza por sua vitória contra Grünfeld em Karlsbad 1929. Participou da equipe olímpica de seu país em Hamburgo (1930) e em Munique (1936) (não-oficial). Em 1950 recebeu o título de Grande Mestre.

## Contribuições à teoria
Sämisch na atualidade é lembrado por suas contribuições à Teoria das Aberturas, tendo duas das mais importantes variantes com o seu nome: variantes Sämisch da Defesa Índia do Rei e da Defesa Nimzoíndia, respectivamente:
- 1.d4 Cf6 2.c4 g6 3.Cc3 Bg7 4.e4 d6 5.f3
- 1.d4 Cf6 2.c4 e6 3.Cc3 Bb4 4.a3

Também recebem seu nome as seguintes variantes de menor importância, respectivamente da Defesa Alekhine e da Defesa Índia da Dama:
- 1.e4 Cf6 2.e5 Cd5 3.Cc3
- 1.d4 Cf6 2.c4 e6 3.Cf3 b6 4.g3 Bb7 5.Bg2 c5

## Principais resultados em torneios
| Data | Local       | Colocação | Observações |
| ---- | ----------- | --------- | --- |
| 1925 | Baden-Baden | 3         | Vencido por Alexander Alekhine e com participação de Akiba Rubinstein, Efim Bogoljubow, Savielly Tartakower e Frank Marshall. |
| 1928 | Dortmund    | 1         | À frente de Bogoljubow, Richard Reti e Rudolf Spielmann                                                                       |